# Grande Prêmio da Itália de 2008
Resultados do Grande Prêmio da Itália de Fórmula 1 realizado em Monza em 14 de setembro de 2008. Décima quarta etapa do campeonato, foi vencido pelo alemão Sebastian Vettel, da Toro Rosso-Ferrari, com Heikki Kovalainen em segundo pela McLaren-Mercedes e Robert Kubica em terceiro pela BMW Sauber.

## Resumo
No sábado, Sebastian Vettel conquistou a primeira pole position de sua carreira, bem como a única de sua equipe, a Toro Rosso.
Robert Kubica voltou aos pódios da F1 com uma boa corrida combinada com uma estratégia audaciosa. Ele juntamente com Fernando Alonso e alguns outros que se deram bem, optaram por uma só parada na corrida e garantiram pontos importantes. Os pontos de Kubica ajudaram a se distanciar de Kimi Räikkönen no Mundial de Pilotos abrindo então 7 pontos para o campeão mundial, e os de Alonso fizeram a Renault ultrapassar a Toyota, assumindo assim a quarta posição no Mundial de Construtores.
Felipe Massa não teve uma corrida muito boa, chegou de onde largou (sexta posição) e não conseguiu muitas façanhas, e o pior lançou mão do motor coringa por causa de um problema apresentado no sábado, além disso a Ferrari demonstrou que não conseguiu resolver o problema de aderência dos pneus em pistas com baixa temperatura. 
Já Lewis Hamilton optou pela estratégia de uma parada, chegando a lutar pela vitória. Porém a pista foi secando e como os demais pilotos, teve que fazer uma nova parada para trocar os pneus de chuva pelos intermediários, decretando assim o sétimo lugar.
Esse foi o pódio mais jovem na Fórmula 1 (o último de Heikki Kovalainen) com média de 23 anos. Nele, depois de tocar o hino da Alemanha (para Vettel), foi tocado o hino da Itália (para a equipe Toro Rosso) e Vettel repetiu os gestos de Michael Schumacher nos tempos na Ferrari.

## Classificação da prova

### Treinos classificatórios
| Pos.   | Nº | Piloto               | Equipe              | Q1       | Q2       | Q3       | Grid |
| ------ | -- | -------------------- | ------------------- | -------- | -------- | -------- | ---- |
| 1      | 15 | Sebastian Vettel     | Toro Rosso-Ferrari  | 1:35.464 | 1:35.837 | 1:37.555 | 1    |
| 2      | 23 | Heikki Kovalainen    | McLaren-Mercedes    | 1:35.214 | 1:35.843 | 1:37.631 | 2    |
| 3      | 10 | Mark Webber          | Red Bull-Renault    | 1:36.001 | 1:36.306 | 1:38.117 | 3    |
| 4      | 14 | Sébastien Bourdais   | Toro Rosso-Ferrari  | 1:35.543 | 1:36.175 | 1:38.445 | 4    |
| 5      | 7  | Nico Rosberg         | Williams-Toyota     | 1:35.485 | 1:35.898 | 1:38.767 | 5    |
| 6      | 2  | Felipe Massa         | Ferrari             | 1:35.536 | 1:36.676 | 1:38.894 | 6    |
| 7      | 11 | Jarno Trulli         | Toyota              | 1:35.906 | 1:36.008 | 1:39.152 | 7    |
| 8      | 5  | Fernando Alonso      | Renault             | 1:36.297 | 1:36.518 | 1:39.751 | 8    |
| 9      | 12 | Timo Glock           | Toyota              | 1:35.737 | 1:36.525 | 1:39.787 | 9    |
| 10     | 3  | Nick Heidfeld        | BMW Sauber          | 1:35.709 | 1:36.626 | 1:39.906 | 10   |
| 11     | 4  | Robert Kubica        | BMW Sauber          | 1:35.553 | 1:36.697 |          | 11   |
| 12     | 21 | Giancarlo Fisichella | Force India-Ferrari | 1:36.280 | 1:36.698 |          | 12   |
| 13     | 9  | David Coulthard      | Red Bull-Renault    | 1:36.485 | 1:37.284 |          | 13   |
| 14     | 1  | Kimi Räikkönen       | Ferrari             | 1:35.965 | 1:37.522 |          | 14   |
| 15     | 22 | Lewis Hamilton       | McLaren-Mercedes    | 1:35.394 | 1:39.265 |          | 15   |
| 16     | 17 | Rubens Barrichello   | Honda               | 1:36.510 |          |          | 16   |
| 17     | 6  | Nelson Piquet Jr.    | Renault             | 1:36.630 |          |          | 17   |
| 18     | 8  | Kazuki Nakajima      | Williams-Toyota     | 1:36.653 |          |          | 18   |
| 19     | 16 | Jenson Button        | Honda               | 1:37.006 |          |          | 19   |
| 20     | 20 | Adrian Sutil         | Force India-Ferrari | 1:37.417 |          |          | 20   |
| Fonte: |    |                      |                     |          |          |          |      |

### Corrida
| Pos.   | Nº | Piloto               | Construtor          | Voltas | Tempo/Diferença | Grid | Pontos     |
| ------ | -- | -------------------- | ------------------- | ------ | --------------- | ---- | ---------- |
| 1      | 15 | Sebastian Vettel     | Toro Rosso-Ferrari  | 53     | 1:26:47.494     | 1    | 10         |
| 2      | 23 | Heikki Kovalainen    | McLaren-Mercedes    | 53     | + 12.512        | 2    | 8          |
| 3      | 4  | Robert Kubica        | BMW Sauber          | 53     | + 20.471        | 11   | 6          |
| 4      | 5  | Fernando Alonso      | Renault             | 53     | + 23.903        | 8    | 5          |
| 5      | 3  | Nick Heidfeld        | BMW Sauber          | 53     | + 27.748        | 10   | 4          |
| 6      | 2  | Felipe Massa         | Ferrari             | 53     | + 28.816        | 6    | 3          |
| 7      | 22 | Lewis Hamilton       | McLaren-Mercedes    | 53     | + 29.912        | 15   | 2          |
| 8      | 10 | Mark Webber          | Red Bull-Renault    | 53     | + 32.048        | 3    | 1          |
| 9      | 1  | Kimi Räikkönen       | Ferrari             | 53     | + 39.468        | 14   |            |
| 10     | 6  | Nelson Piquet Jr.    | Renault             | 53     | + 54.445        | 17   |            |
| 11     | 12 | Timo Glock           | Toyota              | 53     | + 58.888        | 9    |            |
| 12     | 8  | Kazuki Nakajima      | Williams-Toyota     | 53     | + 1:02.015      | 18   | [ nota 3 ] |
| 13     | 11 | Jarno Trulli         | Toyota              | 53     | + 1:05.954      | 7    |            |
| 14     | 7  | Nico Rosberg         | Williams-Toyota     | 53     | + 1:08.635      | 5    |            |
| 15     | 16 | Jenson Button        | Honda               | 53     | + 1:13.370      | 19   | [ nota 3 ] |
| 16     | 9  | David Coulthard      | Red Bull-Renault    | 52     | + 1 volta       | 13   |            |
| 17     | 17 | Rubens Barrichello   | Honda               | 52     | + 1 volta       | 16   |            |
| 18     | 14 | Sébastien Bourdais   | Toro Rosso-Ferrari  | 52     | + 1 volta       | 4    | [ nota 3 ] |
| 19     | 20 | Adrian Sutil         | Force India-Ferrari | 51     | + 2 voltas      | 20   |            |
| Ret    | 21 | Giancarlo Fisichella | Force India-Ferrari | 11     | Acidente        | 12   |            |
| Fonte: |    |                      |                     |        |                 |      |            |

## Tabela do campeonato após a corrida
| Pos.   | Piloto         | Pontos |
| ------ | -------------- | ------ |
| 1      | Lewis Hamilton | 78     |
| 2      | Felipe Massa   | 77     |
| 3      | Robert Kubica  | 64     |
| 4      | Kimi Räikkönen | 57     |
| 5      | Nick Heidfeld  | 53     |
| Fonte: |                |        |

| Pos.   | Construtor       | Pontos |
| ------ | ---------------- | ------ |
| 1      | Ferrari          | 134    |
| 2      | McLaren–Mercedes | 129    |
| 3      | BMW Sauber       | 117    |
| 4      | Toyota           | 41     |
| 5      | Renault          | 41     |
| Fonte: |                  |        |

- Nota: Somente as primeiras cinco posições estão listadas.